# Holden
General Motors-Holden fue una empresa fabricante de automóviles de Australia con sede en Puerto Melbourne, Victoria, discontinuada en febrero de 2020 según anuncios de General Motors.
La compañía fue originalmente independiente, pero desde 1931 fue una filial de la General Motors. Holden se había hecho cargo de las operaciones de General Motors en Australia y tiene una participación parcial en GM Daewoo en Corea del Sur. A través de los años Holden ha ofrecido una amplia gama de vehículos de producción local, complementado por modelos importados de General Motors. En el pasado Holden ofrecía modelos de Isuzu, Nissan, Suzuki y Toyota con su marca.
Las carrocerías de Holden se fabrican en Elizabeth, Australia Meridional y los motores se producen en la planta de Fishermens Bend en Puerto Melbourne. Históricamente, las plantas de ensamblaje y producción han operado en todos los estados de Australia. Hasta 1990 la subsidiaria de GM Holden en Nueva Zelanda operaba una planta con sede en Trentham. La consolidación de la producción de automóviles en Elizabeth se completó en 1988, pero algunas operaciones de montaje continuaron en Dandenong hasta 1996.
Aunque la participación de Holden en las exportaciones de autos ha fluctuado desde 1950, el descenso de las ventas de autos grandes en Australia, llevó a la empresa a mirar los mercados internacionales para aumentar la rentabilidad. En 2006 Holden reportó utilidades de U$ 1.3 mil millones por concepto de exportaciones. 
Sin embargo, desde 2010, Holden incurrió en pérdidas debido al dólar australiano fuerte. El gobierno del primer ministro Tony Abbott terminó con los subsidios a la industria en 2014, del orden de los $23 mil millones entre 1997 y 2012. El 11 de diciembre de 2013, Holden anunció que cesará la producción de vehículos y motores para el final de 2017. La compañía continuó teniendo presencia en Australia como importador y vendedor de coches.
En febrero de 2020 la empresa General Motors anunció que no seguirá con la marca Holden, afectando unos 600 puestos de trabajo directos. General Motors precisó que continuará, durante al menos diez años, brindando servicio posventa, mantenimiento y recambio de piezas a los propietarios de coches Holden. Con 1,6 millones de coches Holden en circulación, se espera que unas 200 personas mantengan sus empleos.

## Historia

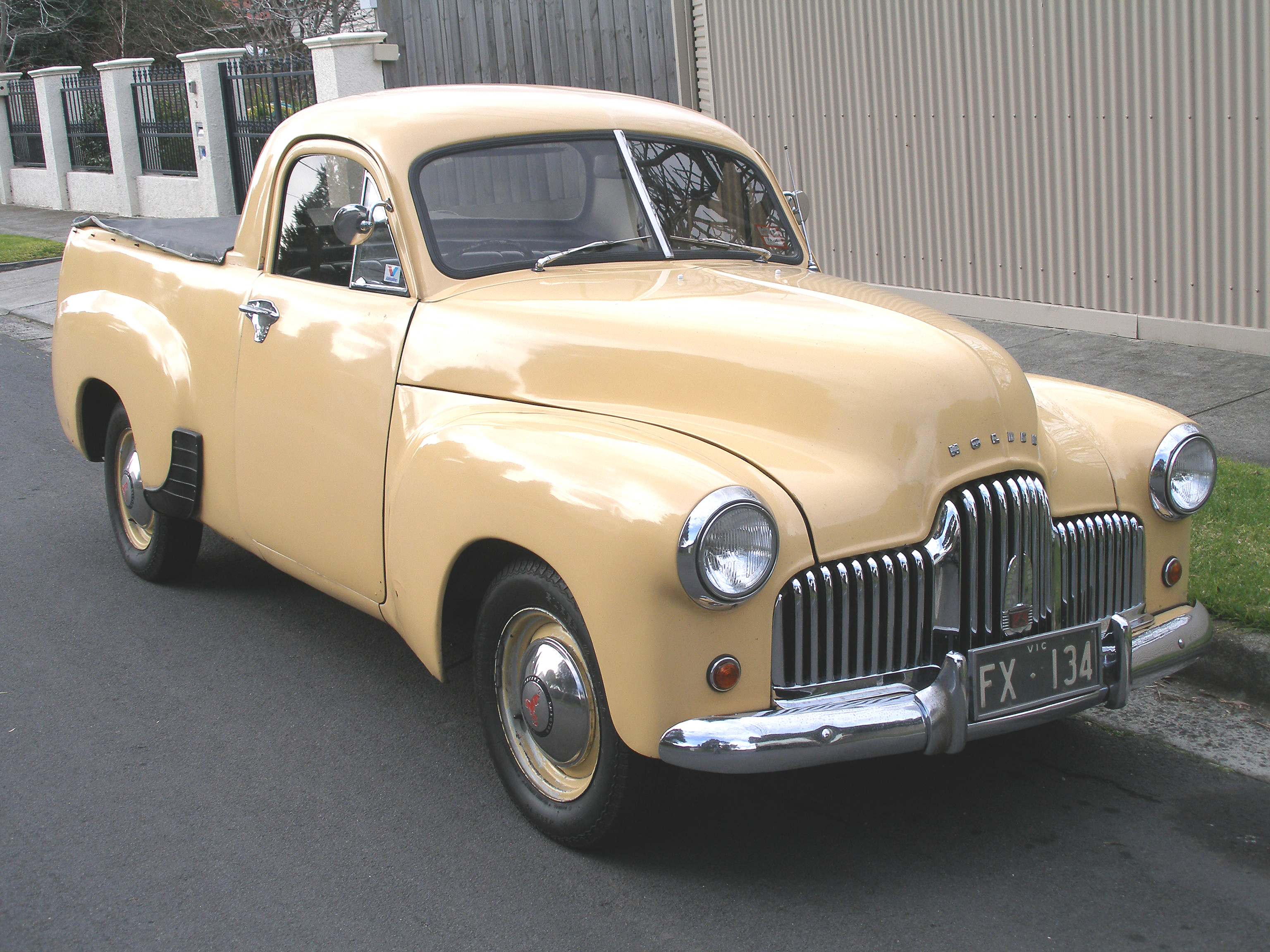
Camioneta Holden 1951-1953

En 1852, James Alexander Holden emigró a Australia Meridional desde Inglaterra y en 1856 estableció J. A. Holden & Co. un negocio de guarniciones en Adelaida. En 1885, el industrial de origen alemán Henry Frederick Frost se alía al negocio como un accionista minoritario y la firma cambia de nombre a Holden & Frost Ltd. El nieto de James, Edward Holden se unió a la empresa en 1905 con especial interés en los automóviles. A partir de ahí la empresa evolucionó a través de diversas asociaciones y en 1908, Holden y Frost cambiaron el negocio a la reparación de tapicería de automóviles. La compañía empezó a producir carrocerías de motocicletas con sidecar en 1913 y Edward experimentó con la instalación de diferentes tipos de vagones. Después de 1917, las restricciones al comercio de guerra obligó a la empresa a iniciar la producción de carrocerías de vehículos. 
James Alexander Holden fundó una nueva empresa en 1919, Holden's Motor Body Builders Ldta. especializada en carrocerías de autos. En 1923, Holden llegó a producir 12.000 unidades al año. Durante este tiempo Holden fue la primera empresa en ensamblar autos Ford en Australia. Desde 1924, Holden se convirtió en el proveedor exclusivo de carrocerías para General Motors en Australia. Estas carrocerías se adaptaban a chasis importados de fabricantes como Chevrolet y Dodge. La Gran Depresión llevó a una sustancial caída de la producción pasando de 34.000 unidades anuales en 1930 a solo 1.651 unidades un año después. En 1931, General Motors adquirió la empresa formando así General Motors - Holden Ldta.

### 1940s
Una segunda fábrica de autos Holden', ubicada en Fishermans Bend (Port Melbourne), se abrió el 5 de noviembre de 1936 inaugurada por el primer ministro Joseph Lyons. En 1939 se empezó a fabricar una nueva planta in Pagewood, New South Wales. Sin embargo la Segunda Guerra Mundial, desplazó la producción de autos y dirigió los esfuerzos a la fabricación de carrocerías, cañones, aviones y motores Antes del fin de la guerra el gobierno australiano dio pasos para alentar una industria automotriz nativa GM y Ford proporcionaron estudios al gobierno orientando la producción del primer auto diseñado en Australia. La propuesta de Ford fue tomada por el gobierno en un primer momento pero requería una fuerte inversión. El estudio de GM fue finalmente adoptado ya que necesitaba menor participación estatal. después de la guerra Holden volvió a producir carrocerías pero esta vez para Buick, Chevrolet, Pontiac y Vauxhall. El Oldsmobile Ace también se fabricó entre 1946 y 1948.

## 1950
Durante la década de 1950, Holden dominó el mercado automovilístico australiano. GM invirtió mucho en capacidad de producción, lo que permitió a la empresa satisfacer la creciente demanda de automóviles de la posguerra. Los automóviles de cuatro cilindros, menos costosos, no ofrecían a Holden la capacidad de afrontar zonas rurales accidentadas. Los sedanes Holden 48-215 se produjeron en paralelo con el coupé utilitario 50-2106 de 1951; este último era conocido coloquialmente como "ute" y se volvió omnipresente en las zonas rurales australianas como el caballo de batalla preferido. La producción tanto del utilitario como del sedán continuó con cambios menores hasta 1953, cuando fueron reemplazados por el modelo FJ renovado, el que introdujo un tercer estilo de carrocería con una panel. El FJ fue el primer cambio importante en el Holden desde su introducción en 1948. Con el tiempo, adquirió un estatus icónico y sigue siendo uno de los símbolos automotrices más reconocibles de Australia. Una nueva parrilla de listones horizontales dominaba la parte delantera del FJ, que recibió varios otros adornos y revisiones mecánicas menores. En 1954, Holden comenzó a exportar el FJ a Nueva Zelanda. Aunque hubo pocos cambios con respecto al 48-215, las campañas de marketing y los recortes de precios mantuvieron estables las ventas de FJ hasta que se lanzó un modelo completamente rediseñado. En el Salón Internacional del Automóvil de Australia de 2005 en Sydney, Holden rindió homenaje al FJ con el concept car Efijy. El éxito comercial apuntaló el ascenso de Holden como icono cultural, ya que el automóvil Holden se convirtió en sinónimo del "estilo de vida australiano", llegando a simbolizar la estabilidad del capitalismo australiano de posguerra.

## Identidad corporativa
| Ventas vehículos              | Unidades |
| ----------------------------- | -------- |
| Vehículos de pasajeros        | 108.848  |
| Vehículo comercial ligero     | 30.741   |
| Vehículo deportivo utilitario | 11.091   |
| Total                         | 146.680  |
| Producción de vehículos       | Unidades |
| Total                         | 107.795  |
| Producción de motores         | Unidades |
| Family II                     | 136.699  |
| High Feature                  | 132.722  |
| Total                         | 269.421  |
| Exportaciones                 | Unidades |
| Motores                       | 173.463  |
| Vehículos                     | 36.534   |
| Total                         | 209.997  |

A primero de septiembre de 2009, el director de operaciones de Holden es el presidente y director general; Alan Batey. Los ejecutivos de departamentos secundarios incluyen: 
Mark Bernhard (Departamento de Finanzas), Stephen Coletta (Sistemas de Información), Greg Tyus (Ingeniería), Dave Gibbons (Manufactura), Richard Miziewicz (Satisfacción al cliente), Pete Keley (Planificación y gestión de programas), Sean liang (Suministros y Compras globales), Mark Polglaz (Recursos Humanos) y Jason Laird (Asuntos Corporativos). 
Los vehículos se venden en todo el país a través de la red de distribuidores Holden (310 tiendas autorizadas y 12 centros de servicio), que emplean a más de 13.500 personas.
Desde 1960, los modelos Holden han sido un elemento básico en las carreras nacionales australianas de automóviles de turismo y el equipo Holden Racing Team (HRT) ha participado con éxito en las carreras V8 Supercars. En 1987, en asociación con Tom Walkinshaw, se formó Vehículos Especiales Holden (HSV) la cual fabrica principalmente variantes de alto rendimiento del Commodore. Para reforzar aún más la marca, la HSV introdujo el HSV Dealer Team en la V8 Supercars bajo la marca registrada de HSV Toll Racing.
El logo o "El león Holden y la piedra" como es conocido, ha jugado un papel fundamental en el establecimiento de la identidad de Holden. En 1928, Holden Motor Body Builders designó a Rayner Hoff para el diseño del emblema. El emblema se refiere a una fábula prehistórica, en esta historia el león Rolling Stone inventa la rueda. Con el lanzamiento de la 48-215 en 1948, Holden rediseñó su logotipo y encargaron otro rediseño en el año de 1972 para representar mejor a la empresa. El emblema fue nuevamente modificado en 1994.

## Exportaciones

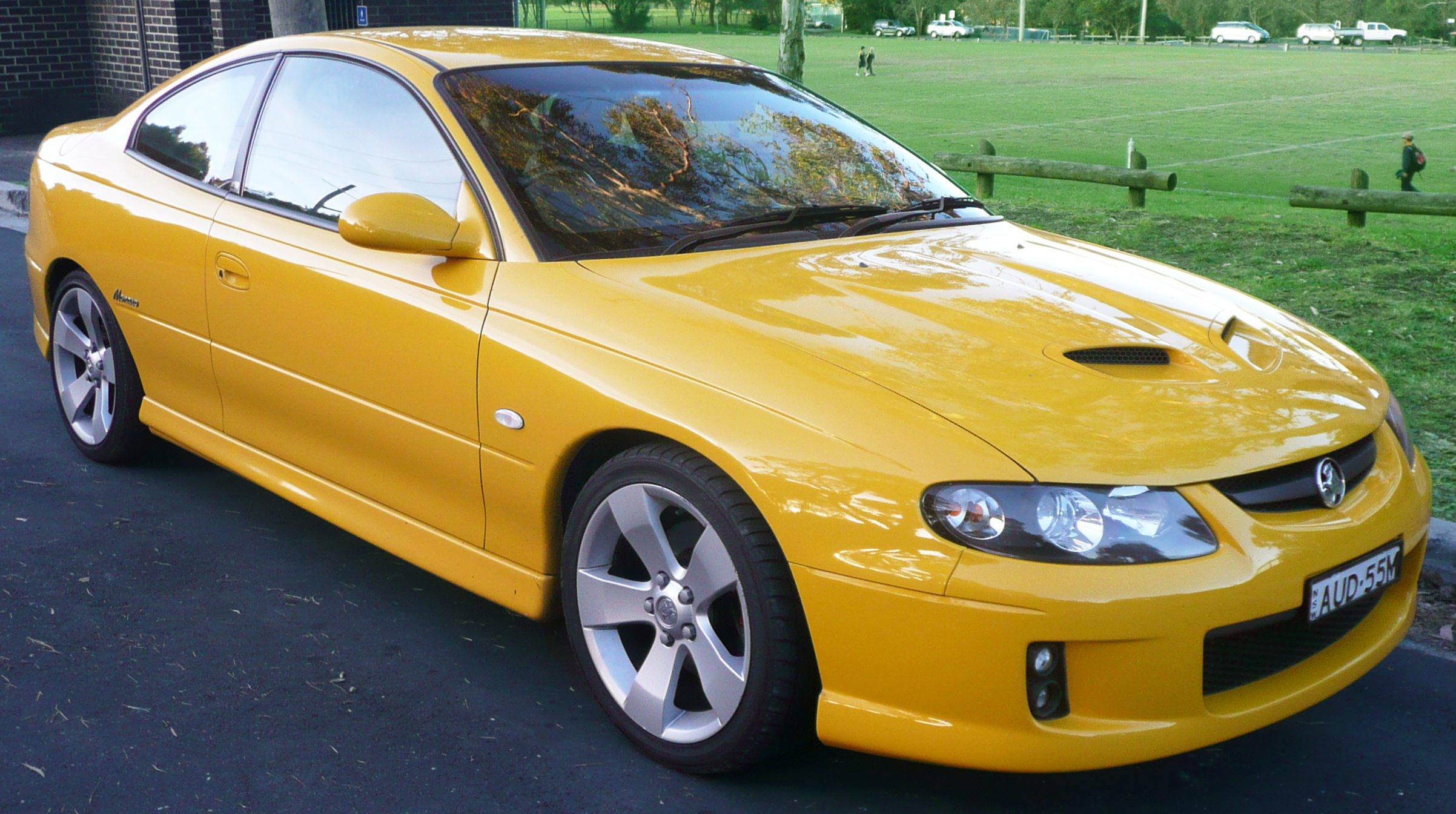
Holden Monaro (2004), motor delantero longitudinal y tracción trasera.

Holden comenzó a exportar vehículos en 1945, vendiendo el Holden FJ en Nueva Zelanda, desde entonces las exportaciones hacia ese país continúan; pero para ampliar su mercado potencial, los modelos de Commodore, Monaro y Statesman se distribuyen tanto con volante derecho como con volante izquierdo. Se exportaron brevemente a Panamá entre 1966 y 1968. Ahora el mayor mercado de exportación de Holden es el Oriente Medio, donde se comercializa desde 1998 el Commodore como Chevrolet Lumina y el Statesman como Chevrolet Caprice desde 1999. El Comodore también se comercializa como Chevrolet Lumina en Brunéi, Fiyi y Sudáfrica y en Brasil como Chevrolet Omega. Del 2008 al 2009 Pontiac comercializó el Commodore en Estados Unidos como el G8. El cese de las exportaciones del Commodore hacia este país, fue consecuencia del capítulo de la quiebra de General Motors en el que se retiró la marca Pontiac.
A partir de 2003 el Monaro se comercializa en Oriente Medio como Chevrolet Lumina Coupe. Más tarde, ese mismo año una versión modificada del Monaro se comercializó en Estados Unidos como Pontiac GTO, fecha en que se descontinuo el auto. En 2005 iniciaron las exportaciones del Statesman hacia Corea del Sur, este se vendía como Daewoo Statesman y a partir de 2008 como Daewoo Veritas. A partir de 2005 las ventas del Statesman en el mercado chino presentaron una amplia ventaja sobre las ventas del Buick Royaum, antes de que fuera reemplazado por el Buick Park Avenue en 2007.
Los movimientos de Holden en el mercado internacional han sido rentables, los ingresos por exportación aumentaron de $973 millones en 1999 a poco menos de $1.3 mil millones en 2006.

## Modelos

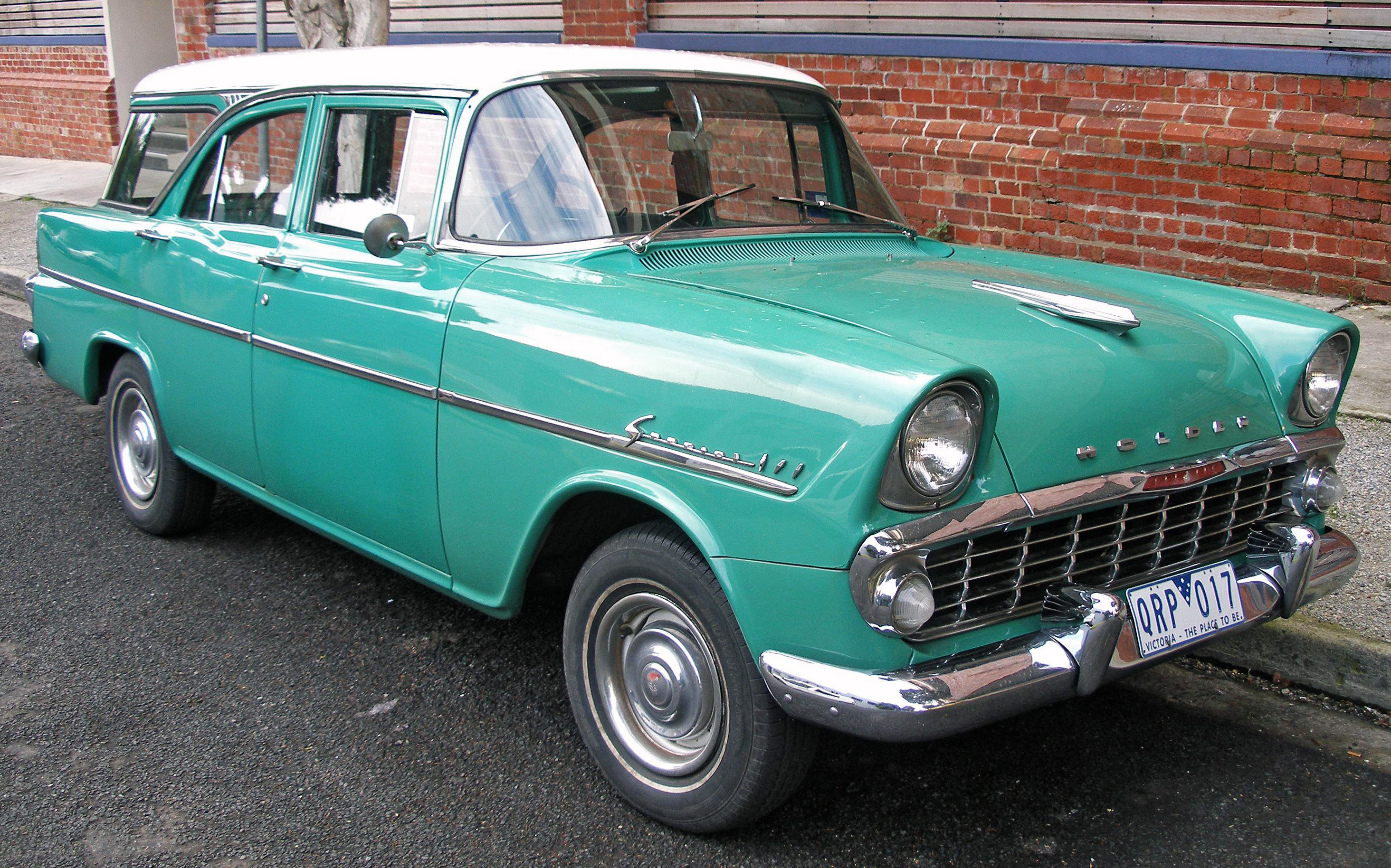
Holden EK (1961).

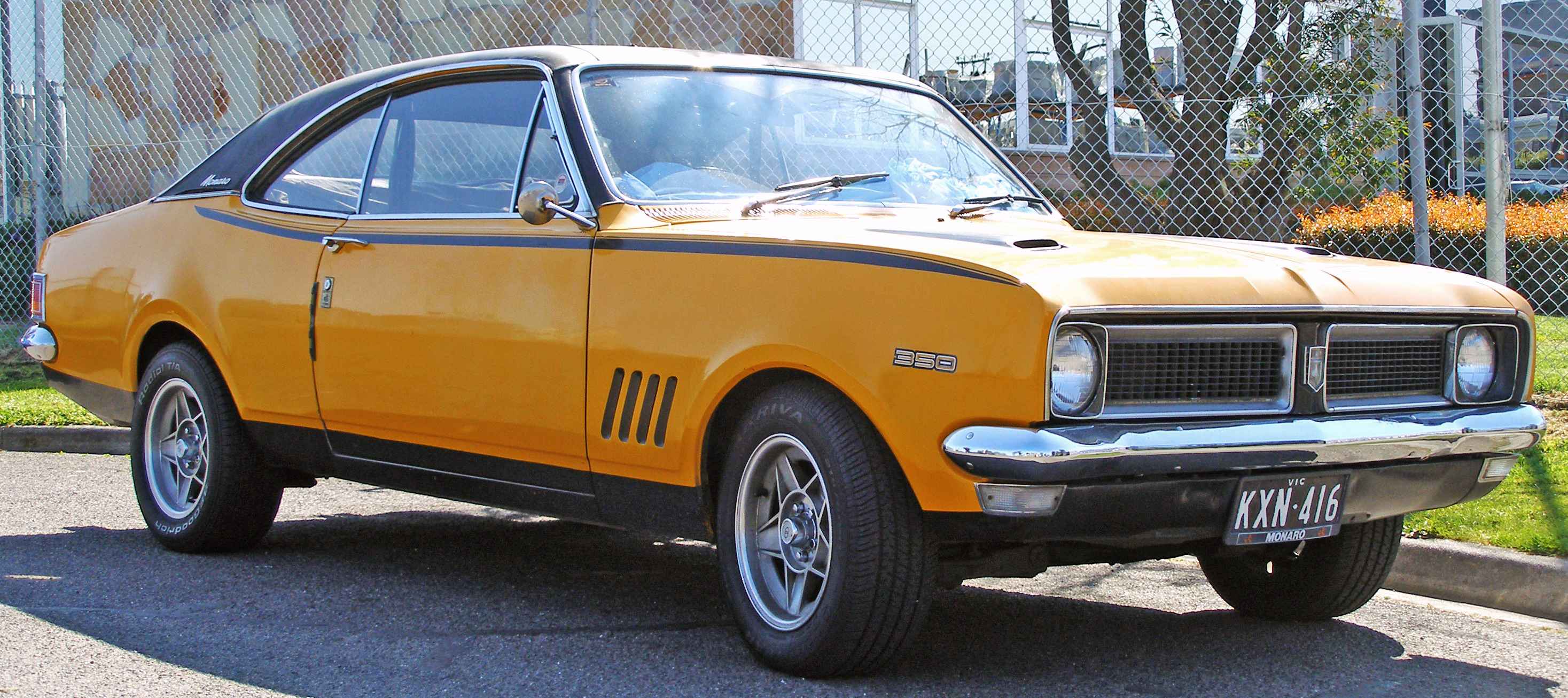
Holden HG (1969).

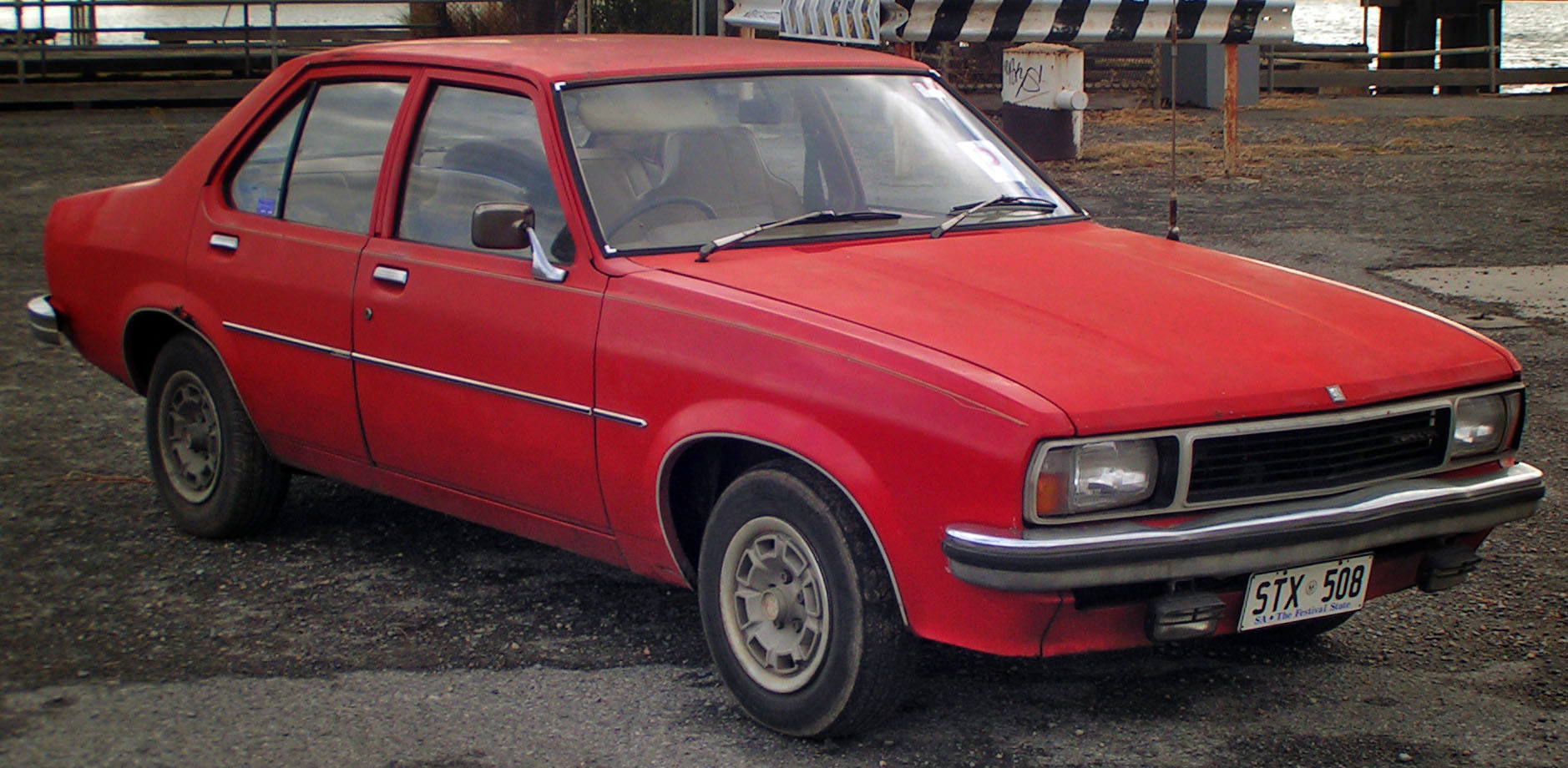
Holden Torana (1978).

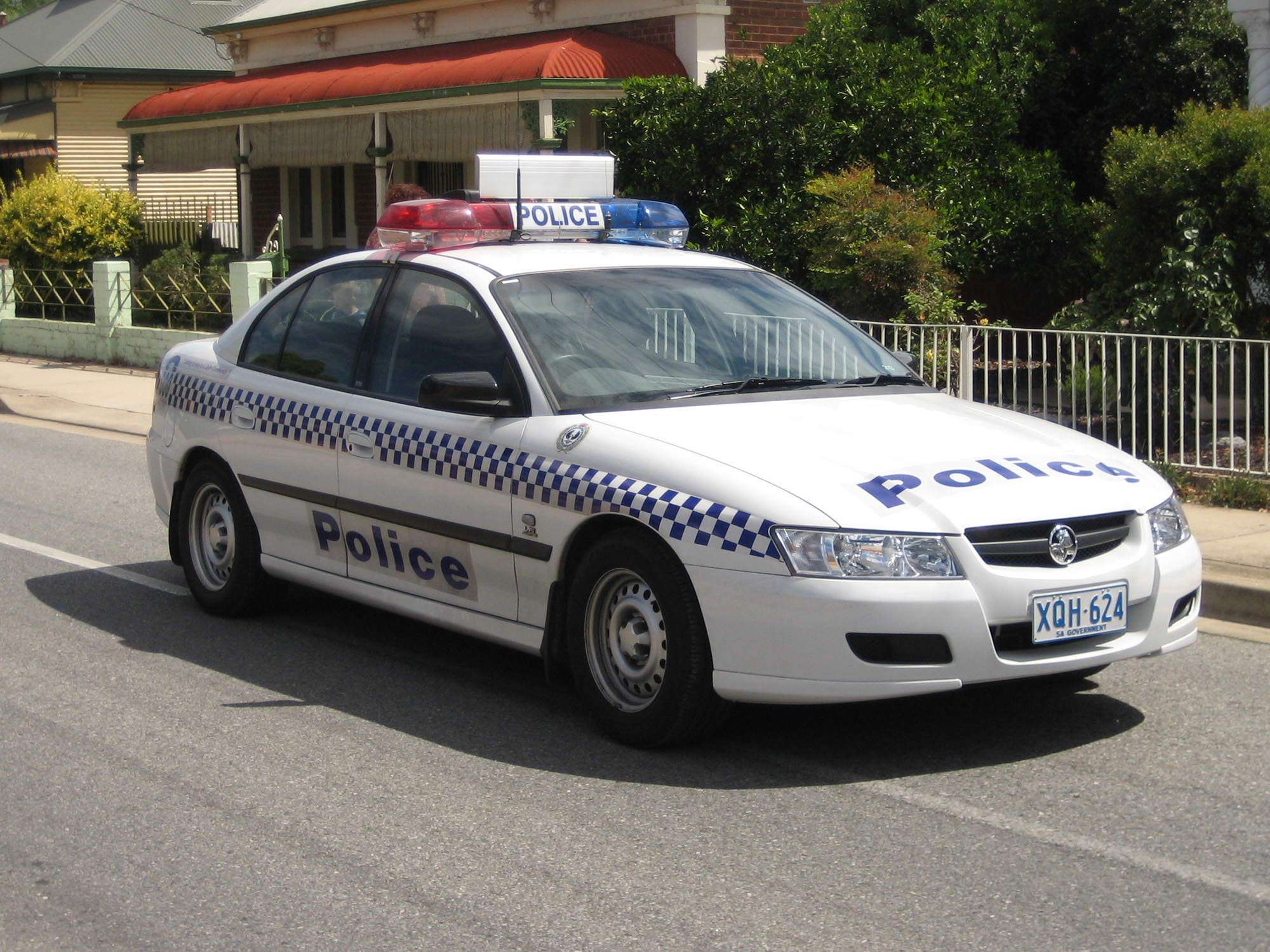
Holden Commodore VZ de la policía australiana (2006).

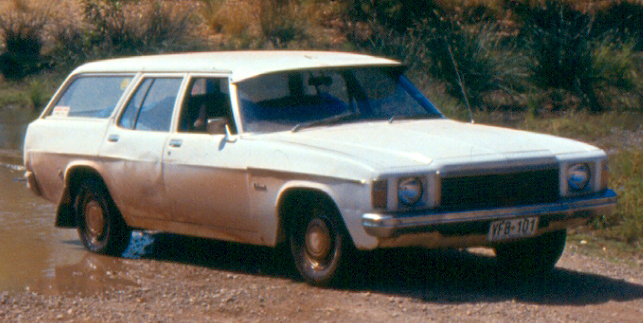
Holden Belmont (1974).

- Holden FX 48 (1948)
- Holden FX 215 (1948)
- Holden FJ (1954)
- Holden FE (1956)
- Holden Belmont
- Holden Torana (1969)
- Holden HT (1969)
- Holden HG (1969)
- Holden HQ (1969)
- Holden Monaro (1969)
- Holden HZ (1977)
- Holden Gemini (1977)
- Holden Commodore (1978)
- Holden Camira (1982)
- Holden Barina (1987)
- Holden Nova (1989)
- Holden Apollo (1989)
- Holden Kingswood
- Holden Zafira
- Holden Combo
- Holden Jackaroo
- Holden Astra
- Holden Efijy
- Holden Viva (2006)
- Holden Rodeo
- Holden VF Commodore (2013)
- Holden ZB Commodore (2018)